# Kramgasse

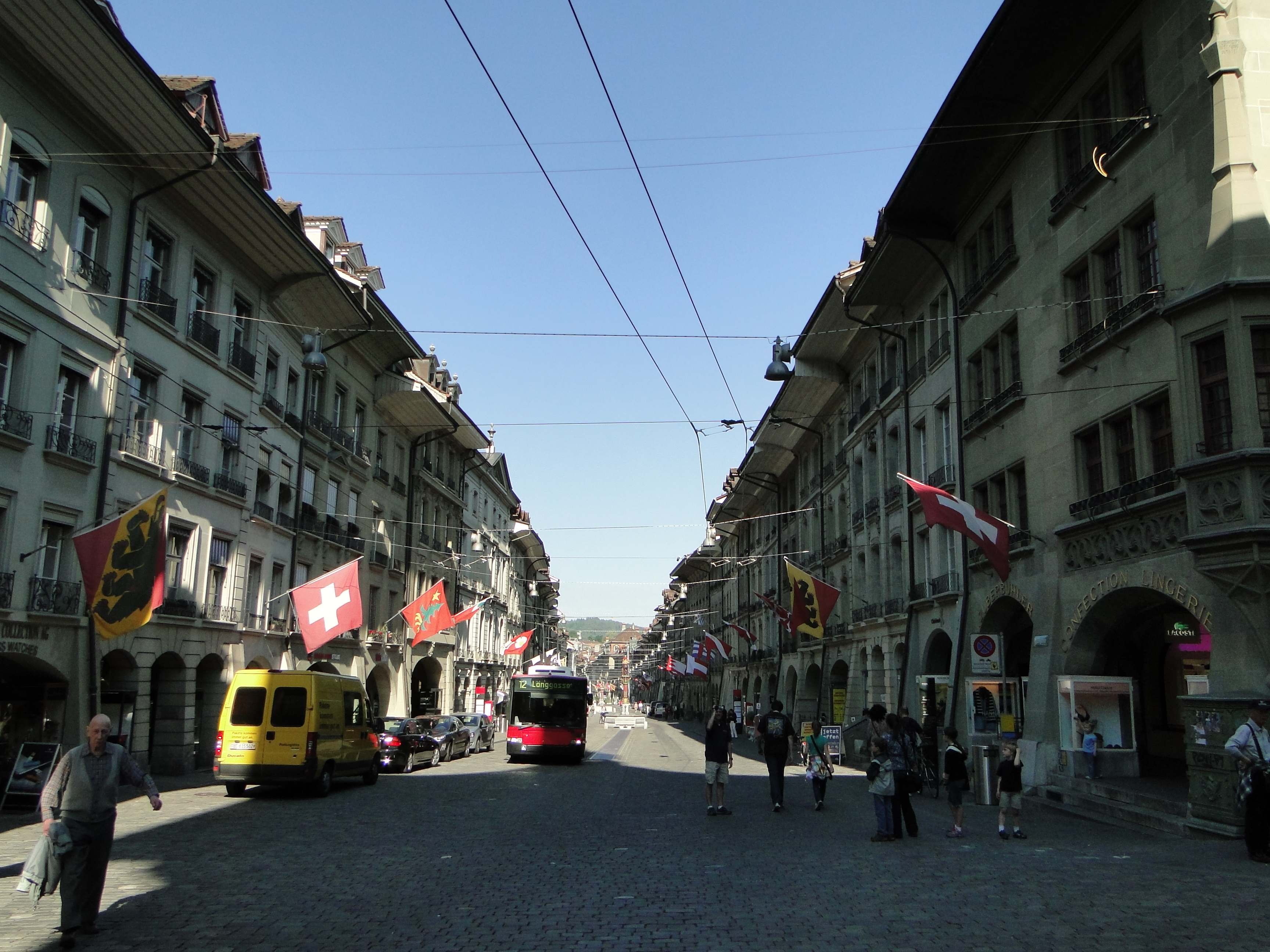
Blick nach Osten vom Zytglogge (2012)

Die Kramgasse bildet einen Teil der Hauptachse in der Berner Altstadt, der mittelalterlichen Innenstadt von Bern, Schweiz. Sie war das Zentrum des städtischen Lebens in Bern bis in das 19. Jahrhundert. Heute ist die lange und leicht gebogene Gasse eine beliebte Einkaufsstrasse und prägt mit ihren barocken Fassaden das Berner Strassenbild. Ihre Bedeutung für die Stadt Bern ist mit derjenigen der Freien Strasse in Basel oder der Bahnhofstrasse in Zürich vergleichbar.
Die Kramgasse und seine Gebäude gelten als Erbe von nationaler Bedeutung und gehören zum UNESCO-Weltkulturerbe.

## Lage

Karte der Berner Altstadt mit der zentral gelegenen Kramgasse

Die Kramgasse ist rund 330 Meter lang und liegt im Zentrum der Berner Altstadt. Sie ist die westliche Hälfte der zentralen Achse des ältesten Stadtteils, der Zähringerstadt, und wurde nach der Gründung der Stadt im Jahr 1191 erbaut. Im Westen wird die Gasse durch den Zytglogge begrenzt, und im Osten trennt die Kreuzgasse die andere Hälfte der alten Hauptstrasse, die Gerechtigkeitsgasse, ab. Mehrere enge Gassen und Gänge verbinden die Kramgasse mit der parallel verlaufenden Rathausgasse im Norden und der Münstergasse im Süden.
| zur Münstergasse                                                                         | zur Rathausgasse                                                                            |
| ---------------------------------------------------------------------------------------- | ------------------------------------------------------------------------------------------- |
| - Münstergässchen (bei Nr. 29) - Finstergässchen (bei Nr. 65) - Hotelgasse (nach Nr. 87) | - Schaalgässchen (bei Nr. 34) - Schlüsselgässchen (bei Nr. 70) - Zibelegässli (nach Nr. 84) |

In der Kramgasse herrscht ein Fahrverbot für alle Motorfahrzeuge ohne besondere Genehmigung; frei zugänglich ist sie nur für Fussgänger und Fahrradfahrer. Zudem wird sie von der Buslinie 12 von Bernmobil durchquert. Beide Seiten der Gasse werden mit Lauben aus Steinarkaden abgedeckt.

## Geschichte

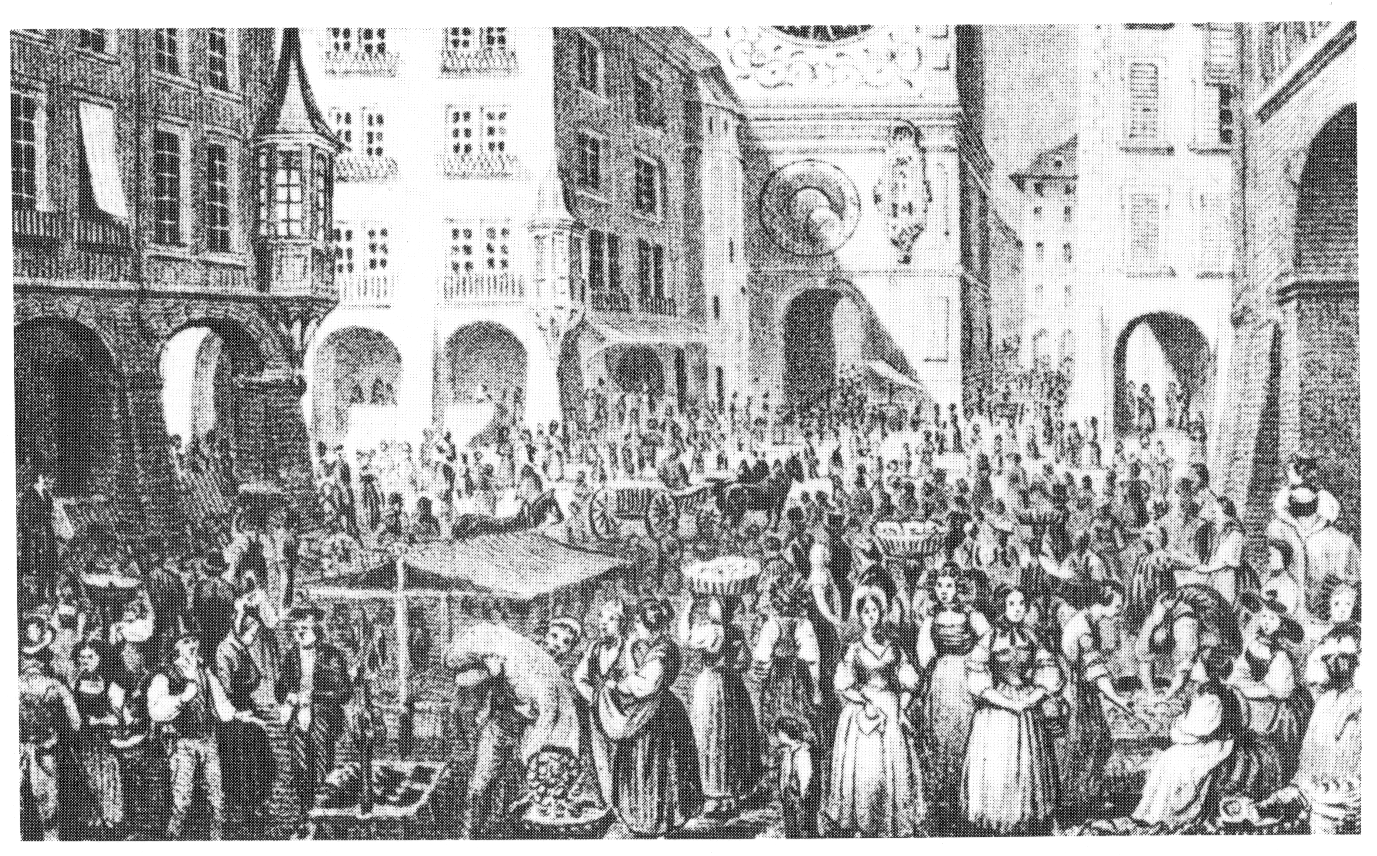
Ein Markttag in der Kramgasse im 19. Jahrhundert

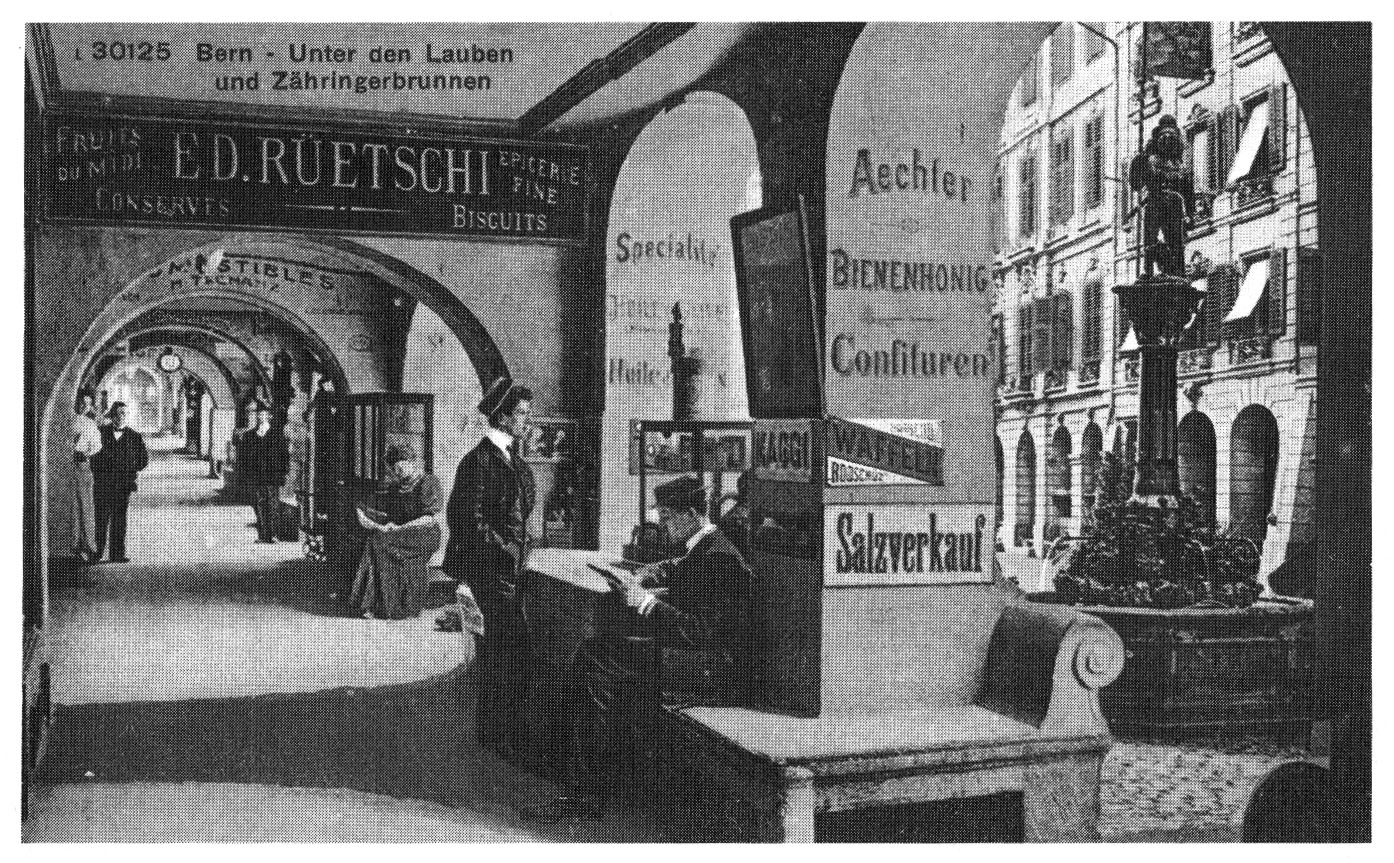
Postkarte um 1900: Die Lauben der Kramgasse und der Zähringerbrunnen

Die Kramgasse hiess bis ins 15. Jahrhundert Märitgasse und wurde während des 16. Jahrhunderts Vordere Gasse genannt. Die bekannten Änderungen des Namens zeigen die verschiedenen Funktionen der Gasse: Im Mittelalter diente sie der Stadt als ein Marktplatz, jedoch wurden nach der Reformation die Marktstände durch Läden in den unteren Stockwerken der Gebäude ersetzt. Die Gasse blieb bis in die Mitte des 19. Jahrhunderts das kommerzielle Zentrum der Stadt, welches sich ab den 1840er-Jahren entwickelte.
Im Lauf der Jahrhunderte war die Gasse langsam gentrifiziert. Während des 19. Jahrhunderts beschwerten sich Anwohner über den Abfall, Geruch und Lärm, welcher durch die offene Halle der Metzgerei Schaal verursacht wurde. Die Metzgerei wurde im Jahre 1938 abgerissen und ein Konservatorium an der Stelle errichtet, welches jedoch das mittelalterliche Strassenbild unterbricht.
In der zweiten Hälfte des 19. Jahrhunderts schwand die wirtschaftliche Bedeutung der Kramgasse, nachdem viele Geschäfte in den neueren, westlichen Teil der Stadt gezogen waren und die Behörden viele Tavernen in den Kellern der Gasse hatten schliessen lassen. Ab der Wende des 20. Jahrhunderts wurde die Kramgasse zu einer Touristenattraktion. Ab den 1920er-Jahren durchfuhren Busse und Strassenbahnen die Gasse, und ab den 1970er-Jahren wurde nach und nach die Durchfahrt von Autos und Lastwagen in der gesamten unteren Altstadt verboten. Die Zahl der Wohnungen an der Kramgasse schrumpfte stetig, da diese durch Läden und Büros ersetzt wurden. Im Jahr 2005 wurde die Gasse komplett renoviert und das Kopfsteinpflaster ersetzt. Der Stadtbach, welcher im Mittelalter mitten in der Gasse floss, ist seither durch ein Metallgitter wieder sichtbar.

## Gebäude

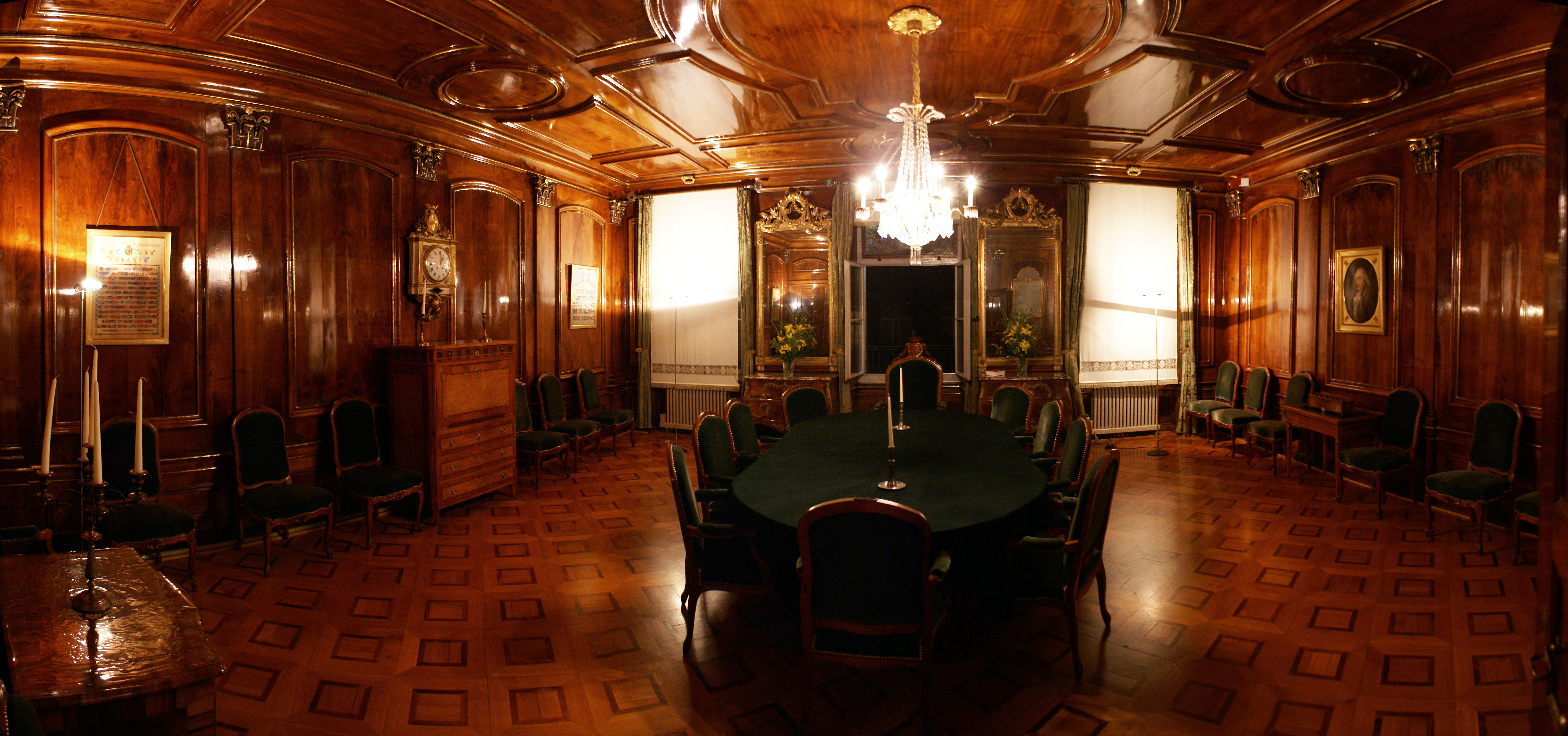
Die Stube im Haus der Gesellschaft zu Kaufleuten

Abgesehen von einigen Kellern, bezeugen nur noch Fragmente der Gebäude an der Kramgasse die Zeit vor 1500. Viele der privaten Stadthäuser enthalten noch Bauelemente aus der Spätgotik. Es gibt sehr wenige erhaltene Fassaden aus dem 17. Jahrhundert. Zwischen 1705 und 1745 wurden bei 72 von 85 Gebäuden an der Gasse die Fassaden und Teile des Innenraumes im Stil des Barocks gestaltet, einige werden dem Architekten Albrecht Stürler zugeschrieben.
Im Haus Nr. 2, dem Zunfthaus zu Zimmerleuten am östlichen Ende der Gasse, ist seit 1571 die älteste existierende Apotheke, welche einen neugotischen Ladenausbau enthält. Der Keller von Haus Nr. 4 stammt aus dem 13. Jahrhundert. Das Haus Nr. 7 ist vollständig in seinem Zustand von 1559 erhalten und gehört zu den beeindruckendsten Ensembles der Spätgotik in Bern. Teile seiner Innenausstattung werden im Bernischen Historischen Museum aufbewahrt. Haus Nr. 19 wurde zusammen mit Haus Nr. 21 von 1735 bis 1740 im Stil der Régence erbaut. Es diente bis in die 1970er-Jahre als Sässhaus. Haus Nr. 29, das Zunfthaus zu Kaufleuten, ist das bedeutendste spätbarocke Haus der Altstadt,a wurde zwischen 1718 und 1720 von Niklaus Schiltknecht erbaut und besitzt eine getäferte Stube, welche mit Möbel des Barocks ausgestattet ist. Die Häuser Nr. 17 bis 21 bilden das Hauptquartier der Berner Kantonspolizei. Bei der Einrichtung in den 1950er-Jahren wurde das historische Interieur weitgehend zerstört. Haus Nr. 41 besitzt eines der wenigen humanistischen Hausmottos, welches den Bauboom im 18. Jahrhundert überlebte.
Das Haus Nr. 45, Zunfthaus zu Metzgern, wurde 1769 von Rudolf Augst, einem Schüler von Niklaus Sprüngli, konstruiert. Haus Nr. 61 zeigt erste Merkmale der Kolossalordnung an einem privaten Gebäude in Bern. Nr. 54 gilt als eines der bedeutendsten Werke des Architekten Albrecht Stürler. Haus Nr. 81 charakterisiert sich als ein Low-Key-Meisterwerk, geplant von Niklaus Sprüngli und bedeutsam aufgrund seiner eleganten, kaum verzierten Fassade.
Neben den vorher genannten Zunfthäusern zu Zimmerleuten und zu Metzgern befindet sich das Zunfthaus zum Affen an der Kramgasse 5, das Zunfthaus zu Pfistern an der Kramgasse 8, das Zunfthaus zum Mohren an der Kramgasse 12 und das Zunfthaus zu Kaufleuten an der Kramgasse 29, insgesamt sechs Zunfthäuser der 13 Gesellschaften und Zünfte Berns.

## Brunnen

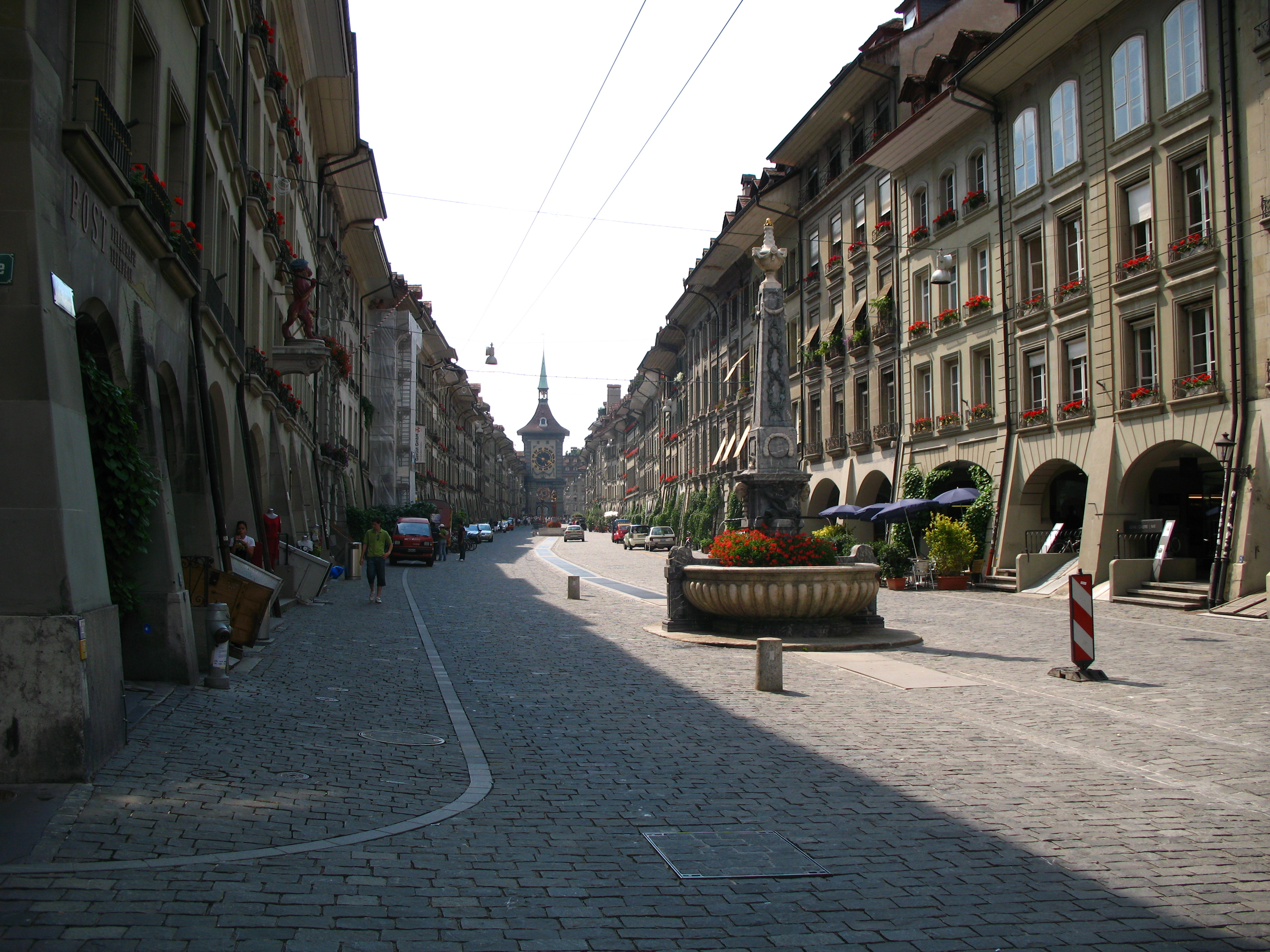
Der Kreuzgassbrunnen und die volle Länge der Kramgasse, von der Kreuzgasse aus gesehen

Drei Brunnen schmücken die Gasse. An der östlichen Kreuzung steht der Kreuzgassbrunnen, welcher das Vorbild für alle anderen Obeliskbrunnen in Bern war. Er wurde 1778/79 von Christian Reist und Johann Conrad Wiser erbaut. In der Mitte steht der 1527 erbaute Simsonbrunnen, welcher 1543 mit einer Figur von Hans Gieng dekoriert wurde. Der Zähringerbrunnen am westlichen Ende der Gasse ist der erste erbaute Figuren-Brunnen in Bern. Der Brunnen wurde von Hans Hiltprand 1535 erbaut und zeigt einen gepanzerten Bär, welcher das Wappentier von Bern ist, und hält in der Hand das Wappen des Hauses Zähringen.

## Berühmte Bewohner
Haus Nr. 49, das Einsteinhaus, war die Residenz von Albert und Mileva Einstein von 1903 bis 1905. Einsteins Wohnung war im ersten Stock, über dem Restaurant Zum untern Juker. In dieser Wohnung verfasste Einstein seine Arbeiten im «Annus Mirabilis» 1905. Das Gebäude ist heute ein kleines Museum und eine Gedenkstätte.
Albrecht von Haller, der Berner Naturforscher, residierte im Haus Nr. 25 während der 1750er-Jahre. Der Bundesrat Max Petitpierre lebte während seiner Amtszeit im Haus Nr. 61. Andere bemerkenswerte Berner, die in der Kramgasse gelebt haben, waren zwei Schultheisse, Niklaus Friedrich von Steiger und Karl Friedrich von Tscharner (in Nr. 61 bzw. 74), Illustrator Albert Lindegger (in Nr. 82 und 17) und Kunsthistoriker Wilhelm Stein (in Nr. 43).